# Бедень (Чрномель)
Бедень (словен. Bedenj) — поселення в общині Чрномель, Південно-Східна Словенія, Словенія. Висота над рівнем моря: 199,1 м.